# Pteris brooksiana
Pteris brooksiana är en kantbräkenväxtart som beskrevs av Cornelis Rugier Willem Karel van Alderwerelt van Rosenburgh. Pteris brooksiana ingår i släktet Pteris och familjen Pteridaceae. Inga underarter finns listade.